# Annalen des Naturhistorischen Hofmuseums
Annalen des Naturhistorischen Hofmuseums (abreviado Ann. Naturhist. Hofmus.) es una revista ilustrada con descripciones botánicas que fue editada en Austria y publicado en el año 1918. Fue precedida por Annalen des K. K. Naturhistorischen Hofmuseums y reemplazada en 1919 por Annalen des Naturhistorischen Museums in Wien.